# Discolomopsis dominicana
Discolomopsis dominicana es una especie de coleóptero de la familia Endomychidae. Es el único miembro del género Discolomopsis.

## Distribución geográfica
Habita en la República Dominicana.